# Гава (футбольный клуб)
«Гава» (исп. Club de Futbol Gavà) — каталонский футбольный клуб из города Гава, в провинции Барселона в автономном сообществе Каталония. Клуб основан в 1922 году, домашние матчи проводит на арене «Эстади Ла Бобилья», вмещающей 2 500 зрителей. В Примере и Сегунде команда никогда не выступал, лучшим результатом является 3-е место в Сегунда B в сезоне 2007/08.

## История
«Гава» дебютировала в Сегунде B в сезоне 1995/96, по его окончании команда оказалась на 7 месте в группе III. После следующих двух розыгрышей данного турнира клуб в сезоне 1998/99 финишировал на последнем месте и опустился в Терсеру. Возвращение в Сегунду B в сезоне 2002/03 не увенчалось успехом, и «Гава» вылетела обратно в более низкий дивизион. Клуб снова поднялся в третью лигу страны лишь в сезоне 2007/08, по итогам которого был достигнут наивысший в истории «Гавы» результат — 3 место.

## Сезоны по дивизионам
- Сегунда B — 9 сезонов
- Терсера — 32 сезона
- Региональные лиги — 44 сезона

## Известные игроки
- Антони Лима — футболист сборной Андорры с 1997 по 2009 годы
- Адама Гира — футболист сборной Буркина-Фасо с 2010 года
- Хасинто Эла — футболист сборной Экваториальной Гвинеи
- Клаудиу Радукану — лучший бомбардир чемпионата Румынии в 2003 году